# Deyelsdorf
Deyelsdorf település Németországban, Mecklenburg-Elő-Pomeránia tartományban. Lakosainak száma 466 fő (2023. december 31.).

## Népesség
A település népességének változása:
| Lakosok száma | 511  | 494  | 470  | 474  | 478  | 466  |
|               | 2014 | 2017 | 2019 | 2021 | 2022 | 2023 |